# Atak kobiety o 50 stopach wzrostu
Atak kobiety o 50 stopach wzrostu – amerykański film science-fiction w reżyserii Nathana Jurana z 1958 roku. W 1993 roku nakręcono remake pt. "Kobieta olbrzym" z Daryl Hannah w roli głównej. W lutym 2024 roku ogłoszono, że Tim Burton stworzy kolejny remake do scenariusza Gillian Flynn.

## Fabuła
Po spotkaniu z kosmitami, Nancy Fowler Archer rośnie do wysokości 50 stóp. Uzmysławia sobie, że jej wzrost to ogromna przewaga nad innymi. Postanawia zemścić się na swym mężu oraz nad innymi, którzy ją wcześniej krzywdzili.

## Obsada
- Allison Hayes - Nancy Fowler Archer
- William Hudson - Harry Archer
- Yvette Vickers - Honey Parker
- Roy Gordon - dr Isaac Cushing
- George Douglas - szeryf Dubbitt
- Ken Terrell - Jess Stout
- Otto Waldis - dr Heinrich Von Loeb
- Eileen Stevens - pielęgniarka
- Michael Ross - Tony / Space Giant
- Frank Chase - Charlie